# Петрос Мавромихалис
Петрос Мавромихалис (на гръцки: Πέτρος Μαυρομιχάλης), известен като Петробей (на гръцки: Πετρόμπεης; на турски: Petro Bey) е известен представител на маниотското семейство коджабаши и земевладелци Мавромихалис.

## Биография
Роден е в Цимова. Дядото и бащата на Петрос Мавромихалис са участници във въстанието в Морея организирано от граф Алексей Орлов през 1770 г. По това време Петрос е на 5 години. През 1807 г. Петрос Мавромихалис емигрира от родната Морея на френските Йонийски острови, ставайки част от т.нар. албански полк. Според легендата, има лична аудиенция на френска служба при император Наполеон Бонапарт.
През 1814 г. Петрос Мавромихалис се завръща в Морея, защото султанът дава на маниотите известна автономия, като на Петрос е дадена титлата „бей“, откъдето остава известен като Петро бей. Петро бей е уважаван коджабаш от много местни турци, и въпреки това встъпва в редиците на тайното общество „Филики Етерия“, водейки поредица от трудни преговори с лидерите на клефтите да се включат в подготвяното въстание.

## Революционна и въстаническа дейност
Петро бей е в основата на събитията сложили началото на въстанието в Агия Лавра под девиза „свобода или смърт“. Начело на въоръжен отряд превзема Каламата. Скоро след това оглавява „Месенийската герусия“, а след това и „Пелопонеската герусия“. В рамките на 3 месеца въстанието обхваща целия Пелопонес и част от континентална Гърция, както островите Крит и Кипър и няколко острова в Егейско море. През 1823 г. Петрос Мавромихалис се налага като водач на въстаниците и е избран за заместник и председател на Временното въстаническо правителство. Освен това той е член на Административния комитет на Гърция и активен участник във всички политически процеси. След като от Русия пристига Йоан Каподистрия, се създава конфронтация с местните водачи.

## Убийството на Каподистрия и последствие
През 1830 г. Цани, брат на Петро, вдига маниотски бунт срещу правителството на Каподистрия. Бунтът е потушен, а Цани и Петро са тикнати в затвора. Други двама братя на Петро обаче убиват Йоан Каподистрия в Нафплион на 9 октомври 1831 г. Убийците са екзекутирани, и въпреки това новото временно правителство в административен триумвират: Теодорос Колокотронис, Августин Каподистрия (брат на убития) и Йоанис Колетис, се вижда принудено да освободи Петрос Мавромихалис от тъмницата.
Петро бей се завръща веднага в активната политика и става член на Народното събрание през 1832 г., а по-късно и член на Сената.